# Marlishausen

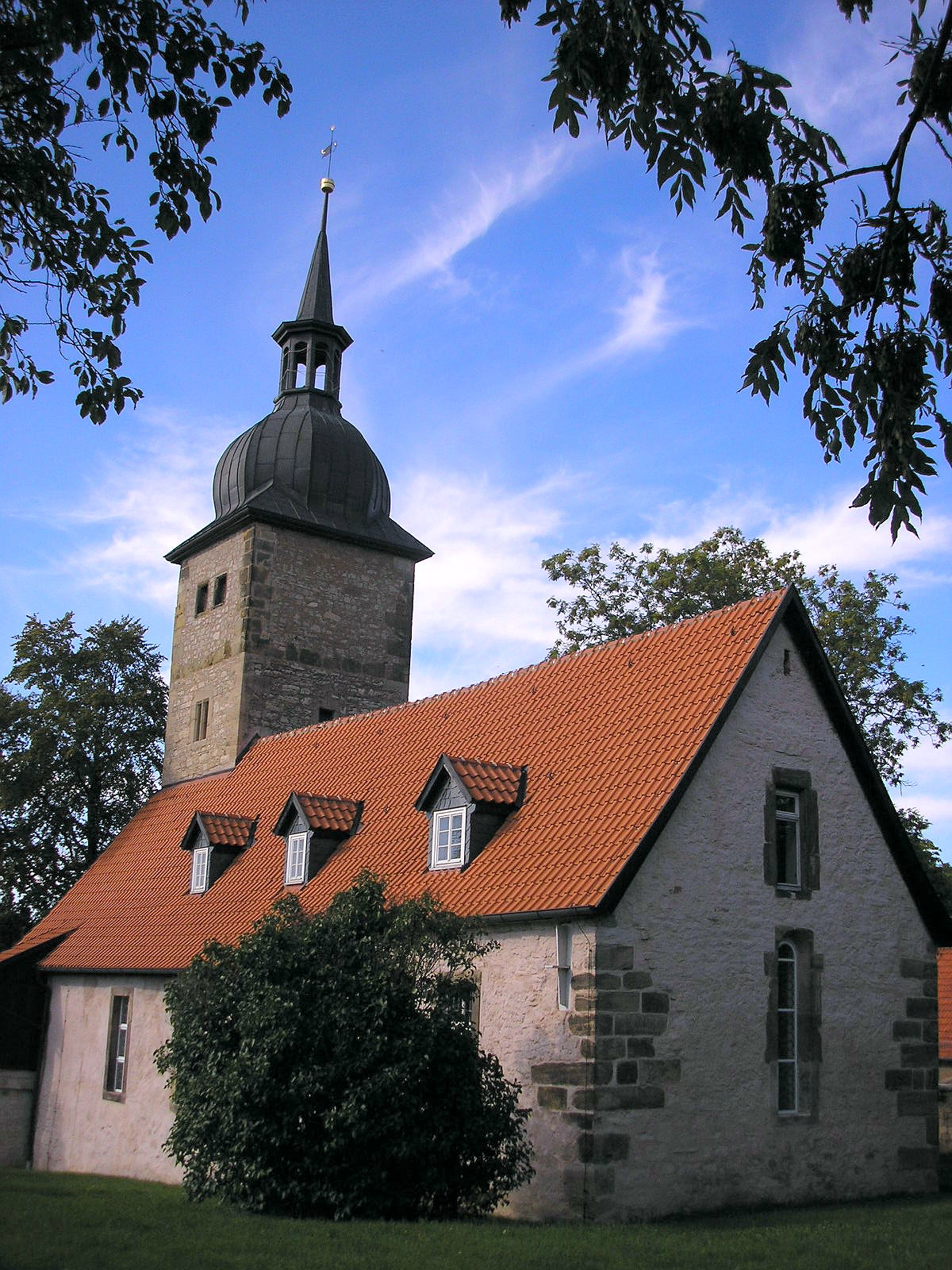
Dorfkirche St. Petri und Pauli

Marlishausen ist ein Ortsteil der Stadt Arnstadt im Ilm-Kreis (Thüringen) mit rund 1.400 Einwohnern (März 2022).

## Geografie
Marlishausen liegt am Südrand des Thüringer Beckens an der Wipfra zwischen Arnstadt, Bösleben-Wüllersleben und Stadtilm. Die Marlishäuser Umgebung ist waldfrei und besteht zu großen Teilen aus Ackerland. Die Ortsflur hat eine Fläche von 7,74 km². Marlishausen liegt auf einer Höhe von etwa 320 m ü. NN.

## Geschichte
Marlishausen ist ein sehr altes Dorf. Die erste urkundliche Erwähnung fällt ins Jahr 779. Damals wurde der Ort „Marholtesheim“ genannt. Andere Namensformen in Urkunden waren Maroldeshusen oder -husun sowie Marlitzhausen. Die Marlishäuser Kirche St. Petri und Pauli ist eine der ältesten Kirchen der Umgebung. Ihre erste Erwähnung stammt aus dem Jahre 1119. Sie war eine frühromanische Wehrkirche, die ihren Ursprung in einer Kapelle hat, welche den östlichen Teil des Schiffes ausmacht und die von den Kalandsherren, einer religiösen Bruderschaft von Geistlichen und Laien, genutzt wurde. Der Kirchturm wurde 1721 errichtet, nachdem sein Vorgänger wegen Baufälligkeit im Jahr zuvor abgetragen wurde.
Durch den Ortspfarrer Johann Samuel Ferdinand Blumröder wurde 1838 die Kleinkinderbewahranstalt ins Leben gerufen, einer der ältesten Kindergärten der Welt. Diese Einrichtung wurde durch die Fürst-Mutter Caroline von Schwarzburg sowie Fürstin Mathilde von Schwarzburg-Sondershausen gefördert. Um die Einrichtung zu erhalten, waren die Einwohner ab 1854 verpflichtet, ihre Kinder in dieser Anstalt betreuen zu lassen. Durch die spätere Nutzung des Gebäudes als Schulraum wurde dieser Kindergarten 1920 geschlossen und später in einem anderen Gebäude eingerichtet. Das noch heute existierende Haus wurde zwischenzeitlich als Kinderkrippe, Wohnhaus und später als Gaststätte genutzt. Gegenwärtig befindet sich eine Allgemeinarztpraxis darin. Der Kindergarten des Ortes ist somit der drittälteste Kindergarten Europas nach Einrichtungen in Budapest und Fürth. Er besteht zudem zwei Jahre länger als der Kindergarten Friedrich Fröbels in Keilhau bei Rudolstadt.
Marlishausen gehörte zum Amt Käfernburg und nach dessen Aufhebung bis 1920 zum Amt Arnstadt in der Oberherrschaft im Fürstentum bzw. Freistaat Schwarzburg-Sondershausen. Nach dem Entstehen des Landes Thüringen gehörte das Dorf zum Landkreis Arnstadt, nach der Aufhebung der Länder in der DDR 1952 zum Kreis Arnstadt im Bezirk Erfurt. Ortsteile während dieser Zeit waren Ettischleben und Hausen (beide ab dem 20. Mai 1963). Der Ort ging am 25. März 1994 in der Gemeinde Wipfratal auf, die zum Ilm-Kreis gehört. Man strebte als mit Abstand größter Ort den Gemeindesitz an, konnte sich jedoch nicht gegen das zentraler gelegene Branchewinda durchsetzen.
Am 1. Januar 2019 wurde Wipfratal nach Arnstadt eingemeindet.

## Politik
Die Arnstädter Ortsteile Ettischleben, Hausen und Marlishausen haben eine gemeinsame Ortsteilverfassung gemäß § 45 Thüringer Kommunalordnung, sodass für alle drei Ortsteile ein gemeinsamer Ortsteilbürgermeister und Ortsteilrat zuständig ist.
Der ehrenamtliche Ortsteilbürgermeister ist Marcel Koppe. Er wurde bei den Kommunalwahlen in Thüringen am 26. Mai 2024 erstmals ins Amt gewählt und löste Katja Beier ab. Zusammen mit acht weiteren Mitgliedern bildet Koppe den Ortsteilrat.

## Wirtschaft und Verkehr

### Wirtschaft
Marlishausen ist ein landwirtschaftlich geprägter Ort. Hier befindet sich eine Deckstation des Landgestüts Moritzburg. Außerdem standen hier aufgrund der Lage an der Wipfra viele Mühlen. Heute arbeiten viele Marlishäuser in Arnstadt oder der nördlich gelegenen Landeshauptstadt Erfurt.

### Verkehr
Marlishausen liegt etwa 300 Meter östlich der A 71-Abfahrt Arnstadt-Süd. Des Weiteren führt an diesem Ort die Schnellfahrstrecke Nürnberg–Erfurt vorbei.
Seit 1894 besitzt Marlishausen eine Haltpunkt (Bedarfshalt) an der Bahnstrecke Arnstadt–Saalfeld (Kursbuchstrecke 561). Sie wird seit Juni 2012 von Regionalbahnlinie RB 23 der Erfurter Bahn im Stundentakt bedient, die umsteigefrei nach Erfurt und Saalfeld/Saale fahren.
Straßen führen nach Arnstadt, Stadtilm, Bösleben-Wüllersleben, Alkersleben, Hausen und Branchewinda.
Der nächste Verkehrslandeplatz für Kleinflugzeuge ist wenige Kilometer nördlich der Flugplatz Alkersleben, der nächstgelegene Flughafen ca. 23 km entfernt ist der Flughafen Erfurt-Weimar.
Ende 2006 wurde östlich des Ortes ein Windpark errichtet, der bis jetzt acht Windräder umfasst.

## Persönlichkeiten
- Johann Samuel Ferdinand Blumröder (1793–1878), evangelisch-lutherischer Geistlicher, 1829 bis 1871 Pfarrer von Marlishausen